# Lindsay Adlerová
Lindsay Adlerová (* 17. září 1986) je americká portrétní a módní fotografka tvořící v Manhattanu. Pravidelně přispívá svými články do významných fotografických magazínů jako jsou například Bullett Magazine, Zink Magazine, Fault, Professional Photographer, Rangefinder Magazine, Popular Photography a řady dalších.

## Život a dílo
V květnu 2010 Adlerová vydala svou první knihu A Linked Photographers' Guide to Online Marketing and Social Media. V únoru 2011 vydala svou druhou knihu Fashion Flair for Portrait and Wedding Photography. Tato kniha byla velmi rychle přijata a umístila se mezi prvními v žebříčku nejlepších deseti knih Amazon.com's Top Ten Books 2011. Její třetí knihou byla Shooting in Sh*tty Light vydaná v říjnu 2012. Následovala DVD série Designing an Image v srpnu 2013 a čtvrtá knížka Creative 52: Weekly Projects to Invigorate Your Photography Portfolio vydaná v říjnu 2013.
Adlerová je ve fotografické komunitě velmi známá jako speaker a lektorka. Vyučila mnoho fotografů po celém světě a je pravidelným lektorem na Creative Live a Kelby Training. Je spoluorganizátorkou cyklu The Framed Network „The Concept” s portrétní fotografkou Brooke Shaden.
Ve Spojených státech ji zastupuje agentura KESS.

## Publikace
- A Linked Photographers' Guide to Online Marketing and Social Media, 2010[4]
- Fashion Flair for Portrait and Wedding Photography. Cengage Learning PTR, 2011
- Shooting in Sh*tty Light: The Top Ten Worst Photography Lighting Situations and How to Conquer Them. Peachpit Press, 2012
- Designing an Image DVD series. Self-published, 2013
- Creative 52: Weekly Projects to Invigorate Your Photography Portfolio. Peachpit Press, 2013